# Eyiyielon
Eyiyielon ist ein Ort im Norden der Provinz Litoral in Äquatorialguinea. Er liegt an einer wichtigen West-Ost-Verbindung, etwa 27 km östlich von Bata.

## Geographie
Der Ort liegt zwischen Micán und Mboete am Ostrand der Küstenebene.

## Klima
Nach dem Köppen-Geiger-System zeichnet sich Eyiyielon durch ein tropisches Klima mit der Kurzbezeichnung Am aus.